# 赤安县
赤安县，旧县名。中国共产党在陕甘边革命根据地设立。

## 历史
1934年保安县改称赤安县。
根据中共陕北省委决定，1935年8月20日在青阳岔召开赤安县（史称“东赤安县”、“东靖边县”）苏维埃代表大会，正式成立了赤安县苏维埃县政府与县委。
- 中共赤安县委：由县委书记、苏维埃干事、组织干事、宣传干事、军事干事、保卫干事、青年干事、工会干事、妇女干事等九人组成。
- 县委书记：李子厚/白耀明/马成德/郭步业/陈致中
- 县委组织干事李占彪/郝玉堂
- 县委宣传干事王正山/王振丕
- 县委青年干事/团县团委书记：吴亮明
- 县工会主任任仲彪
- 县妇女工作部长赵兰英
- 县苏维埃主席王志邦
- 副主席王自福、李克忠
- 土地部长任廷秀为(后苏廷海)
- 王仲明为财政部长，
- 王正兴为粮食部长，
- 霍风翔为教育部长，
- 高万义为国民经济部长，
- 王锦维为劳工部长，
- 薛兰岗为赤少部长，
- 袁进岐任工农检查，
- 贾登恩为刑事部长，
- 白永令为保卫局长
- 第一区：以青阳岔以北传统的横山县管辖地区
- 第二区：以沈家圪凹地区
- 第三区：以峁涧地区组成
- 第四区：张家畔滩地区
- 第五区：镇靖城地区

赤安县的西南部，以镇罗、新城、巡检司（巡界寺）、凤凰寺等区由赤安县组建了新城苏维埃政权（即西赤安县、西靖边县）。 
1935年12月，西靖边县苏维埃政府警卫连连长宗文耀等人发动武装叛乱，即赤安事变，中共三边特委和赤安县工委遭到破坏。1936年1月，在陕西保安县永宁乡陈石峁村成立中共赤安中心县委，书记龚逢春，代替三边特委开展工作，隶属中共陕北省委领导。。
1936年6月为纪念刘志丹，赤安县改名志丹县。同时在吴起镇塔儿湾又成立了新赤安县。1936年8月7日，在杜元峁（今新城乡）成立新城县委、新城县苏维埃政府，实质上恢复了原“西靖边县”。
1937年4月30日发生赤安事件的反革命叛乱。。1937年10月，新赤安县撤销，所辖五区分别划归志丹县、靖边县、定边县和甘肃省的华池县。

## 相关链接
- 赤安事件
- 赤安事变